# Baturu
Baturu (manciù:  baturu; bātúlǔP) era un titolo onorifico dato ad ufficiali delle forze armate cinesi durante la dinastia Qing. Veniva assegnato a comandanti e soldati che avevano combattuto coraggiosamente sul campo di battaglia. In lingua manciù, "baturu" significa "guerriero" o "coraggioso". Il termine deriva della parola mongola bayatur, che ha lo stesso significato.
All'inizio della dinastia Qing, solo i soldati manciù e mongoli potevano ricevere questo titolo. Dal periodo del regno di Jiaqing, oltre 100 anni dopo la fondazione della dinastia, l'imperatore iniziò ad assegnare il titolo anche ai soldati Han cinesi, mentre l'imperatore Xianfeng, decise che anche i civili e gli stranieri avrebbero potuto ricevere il titolo.

## Alcuni degli insigniti
- Deng Shichang
- Lu Rongting
- Zeng Guofan